# Орзи (Парма)
Орзи је насеље у Италији у округу Парма, региону Емилија-Ромања.
Према процени из 2011. у насељу је живело 32 становника. Насеље се налази на надморској висини од 635 м.